# Curoba sangarida
Curoba sangarida är en fjärilsart som beskrevs av Pieter Cramer 1781. Curoba sangarida ingår i släktet Curoba och familjen björnspinnare. Inga underarter finns listade i Catalogue of Life.

## Bildgalleri

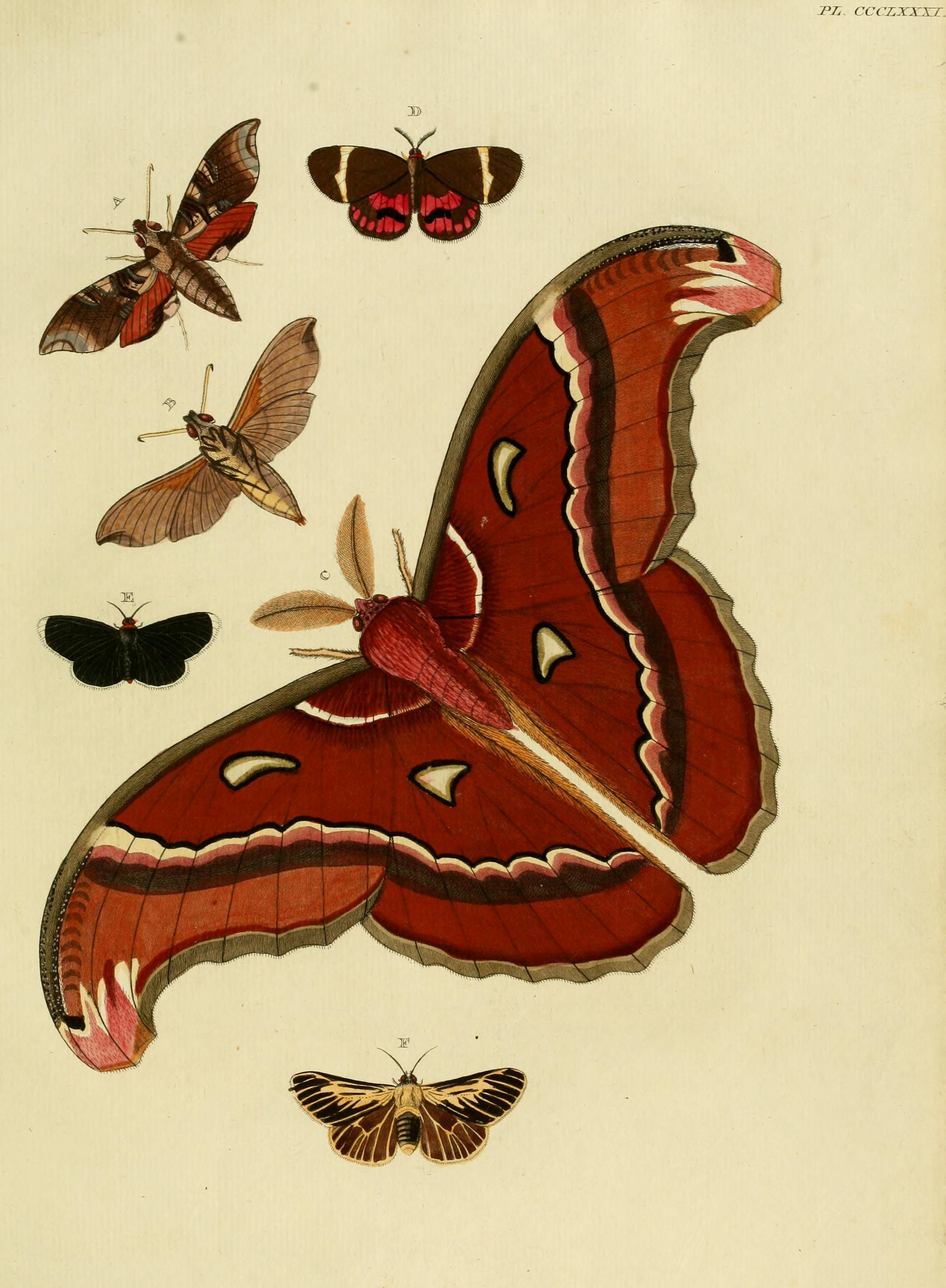